# Restaurant Ensemble
Restaurant Ensemble var en dansk restaurant, beliggende på Tordenskjoldsgade i Indre By i København. Den var over to perioder tildelt én stjerne i Michelinguiden, og i 2005 fik den to. Den eksisterede fra 2002 til 2009.

## Historie
I juni 2002 åbnede kokkene Mikkel Maarbjerg og Jens Vestergaard Jensen Restaurant Ensemble med gourmetmad fra det franske køkken, efter at de begge i flere år havde arbejdet på den to-stjernede Kommandanten som henholdsvis køkken- og souschef.
Allerede året efter åbningen af Ensemble, blev den i marts 2003 tildelt én stjerne i den franske Michelinguiden. Den blev året efter fornyet. I 2005 blev Ensemble tildelt en ekstra stjerne af guiden, og blev det år landets eneste to-stjernede Michelin-restaurant. Den 1. august skiftede stedet ejere, da Theis Brydegaard og Morten Schou købte Ensemble. På dette tidspunkt arbejdede de begge to som kokke på stedet.
I 2006 tog Michelinguidens inspektører den ene stjerne fra Ensemble, og restauranten var igen tilbage på én. Stjernen blev fornyet hvert år, hvor 2009 blev det sidste.
Finanskrisen ramte også Ensemble, og som en konsekvens af manglende gæster, satte man i marts 2009 priserne ned med 200 kr. for både deres femrettersmenu og deres vinmenu. Dette hjalp ikke på indtjeningen, og ejerne forsøgte at sælge restauranten uden held. 16. maj 2009 havde Restaurant Ensemble sidste åbningsdag.